# Agliano Terme
Agliano Terme (en français : Aillan) est une commune italienne de la province d'Asti, dans la région Piémont.

## Administration
| Période                                  | Période | Identité | Étiquette | Qualité |
| ---------------------------------------- | ------- | -------- | --------- | ------- |
|                                          |         |          |           |         |
| Les données manquantes sont à compléter. |         |          |           |         |

### Communes limitrophes
Calosso, Castelnuovo Calcea, Costigliole d'Asti, Moasca, Montegrosso d'Asti

## Personnalités
- Bianca Lancia (1210-1246), quatrième épouse de l'empereur Frédéric II du Saint-Empire